# バリッラ・カービン
バリッラ・カービン（Moschetto Balilla）は、ファシスト政権期のイタリア王国で青少年の軍事教練用に開発されたボルトアクション式小銃である。
制式名称はバリッラ統制騎銃M1891縮小型（Moschetto regolamentare Balilla modello 1891 ridotto）で、ベニート・ムッソリーニを始めとするファシスト党幹部らの要望を受け、イタリアの青少年が銃器の取り扱いに習熟するための機材として用いられた。当時のイタリアでは、ナチス・ドイツのヒトラー・ユーゲントによるものを模倣した青少年向け軍事教練が行われていた。

## 概要
バリッラ・カービンは、全国バリッラ団（ONB）指導部からの要望を受けて設計された。ONBは1926年に青少年向け軍事教練を行うべく設置された組織で、8歳から14歳までの少年少女が所属した。1937年にONBが解散した後には、後継組織のリットーリオ青年団（GIL）での軍事教練に使用された。
英語ではYouth Italian Carbine（YIC）と通称される。第二次世界大戦中のイタリア侵攻の際、多くのアメリカ兵がバリッラ・カービンを戦利品として持ち帰ったことが知られているが、今日のコレクター市場では非常に希少なライフルの1つと見なされている。また、バリッラ・カービンが使用する専用の空砲弾はより希少である。

## 製造
製造はブレシアに所在するブレシア国営造兵廠（Fabbrica Nazionale d’Armi-Brescia, F.N.A.）、ナポレオン&ビットリオ・カステリ社（Napoleone e Vittorio Castelli）が担当し、後にヴェローナに所在するグラツィアン社（Grazian）が加わった。1930年から1940年までに、およそ30,000丁が製造されたと言われている。

## 特徴

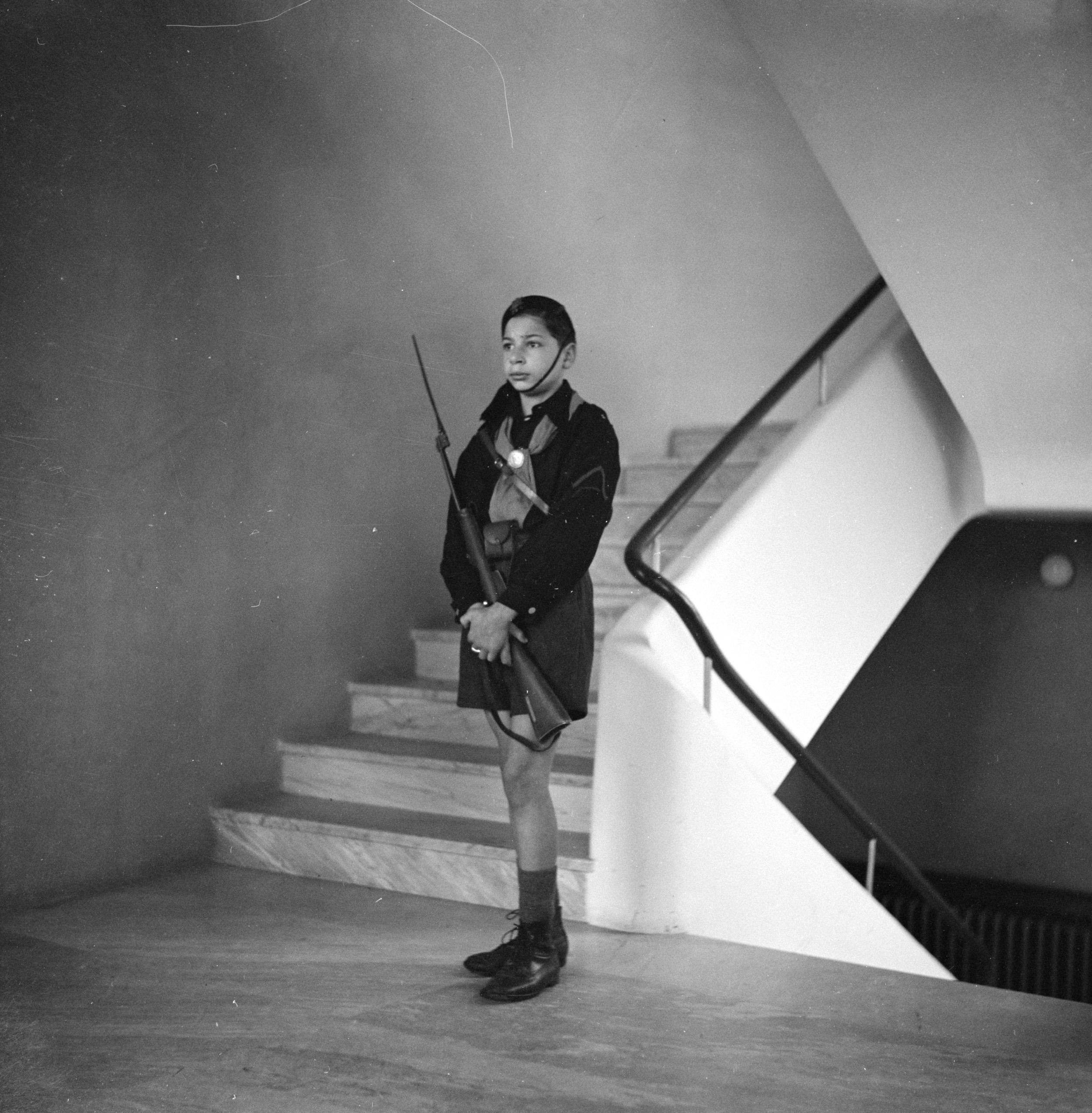
バリッラ・カービンを手にしたGIL団員（1937年）

バリッラ・カービンの外見は、カルカノ＝マンリッヘルM1891騎銃を模していたが、子供が使うことを想定してスケールダウンされている。特徴的な折畳式スパイク型銃剣も再現されていたが、怪我をしないように先端は潰されていた。また、それでも怪我をさせる可能性は十分にあったため、銃剣自体が取り外されることも多かった。製造元や製造時期によって細部の設計や重量、寸法、品質に差異が見られる。バリッラ・カービンの全長は760mm程度で、全長910mm程度のM91騎銃と比べると、およそ4/5程度まで縮小されている。
専用の5.5mm空砲弾は、真鍮あるいはスチール製の薬莢に12ゲージ散弾用の4.45mm雷管を取り付けたもので、6連発エンブロック・クリップを用いて固定式弾倉に装填される。5.5mmは薬莢と一体化している弾頭部の直径で、銃身の実際の内径は6.5mmだった。そのほか、6mmフロバート弾の射撃が行えるモデルも製造されていた。
銃身後端にはネジが切られていて、分解の際には機関部から容易に取り外すことができた。照準は3hmから13hmまで調整可能。照門の近くには製造工場、製造年、製造番号、そしてONBの記章が刻印されていた。
後に銃身を埋めて空砲弾ではなく紙火薬のみを使用する簡素なモデルも考案され、いくつかのメーカーから販売された。これらのモデルでは銃身後端にネジが切られておらず、単に差し込むだけで固定することができた。そのほか、銃身を完全に固定する、抽筒子を廃止するなど、さらなる設計上の簡略化が加えられた例も知られている。紙火薬式のバリッラ・カービンは一切の殺傷能力を持たない「おもちゃ」のライフルとして遊戯銃工場が製造したもので、アメリカなどで普及した青少年向けライフル（ユース・ライフル）とは異なるものだった.